# Gretchen Campbell
Gretchen K. Campbell (* 1980) je americká atomová, molekulární a optická fyzička pracující především pro National Institute of Standards and Technology (NIST). Zabývá se atomtronikou a získala ocenění za svůj výzkumný přínos v oblasti Boseho-Einsteinových kondenzátů.
Campbell mentoruje mladé vědkyně a řídí skupinu žen, které pracují v oblasti fyziky na Joint Quantum Institute (JQI). V roce 2020 v tomto institutu spolupořádala konferenci pro vysokoškolačky.

## Mládí a vzdělání
Campbell vyrůstal v západním státě New York a od mládí se zajímal o vědu. Navštěvovala Wellesley College, kde získala bakalářský titul. Původně se chtěla stát veterinářkou, ale přednášky Glenna Starka v prvním ročníku fyziky a laboratorní práce u Theodora W. Ducase zaměřily její zájem k fyzice. Líbil se jí hlavně přístup k řešení problémů ve fyzice, který podporoval logiku a uvažování spíše než memorování. Její bakalářská diplomová práce se týkala tématu optické pinzety, což je zařízení využívající mechanického účinku fokusovaného laserového svazku k prostorovému zachycení a přemísťování mikroobjektů a nanoobjektů. Promovala v roce 2001 a pak přestoupila na Massachusetts Institute of Technology (MIT), kde získala doktorát. Studovala Boseho-Einsteinovy kondenzáty v optických mřížkách a související kvantové fázové přechody. Studium dokončila v roce 2007 pod vedením Wolfganga Ketterleho a Davida Pritcharda.

## Kariéra

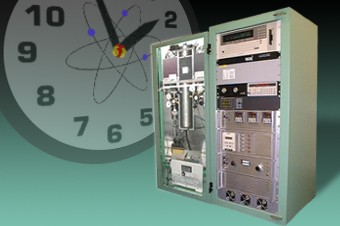
Příklad atomových hodin

V letech 2007 až 2009 byla Campbell postdoktorandem v Joint Institute for Laboratory Astrophysics (JILA) ve skupině Jun Ye. Pracovala na jedněch z nejpřesnějších atomových hodin na světě, které jsou založeny na optických přechodech chlazených neutrálních atomů ohraničených optickými mřížkami.
V roce 2009 se stala členkou a v roce 2016 spoluředitelkou Joint Quantum Institute (JQI), který je součástí National Institute of Standards and Technology (NIST) a University of Maryland. Prostřednictvím spolupráce JQI zde řídí dvě laboratoře, jednu v NIST a jednu v univerzitním kampusu. Je součástí skupiny Laser Cooling and Trapping a Quantum Measurement Division.
V roce 2015 se Campbell narodila dcera. Svoji vědeckou karieru však nepřerušila.

## Výzkum

### Atomtronika

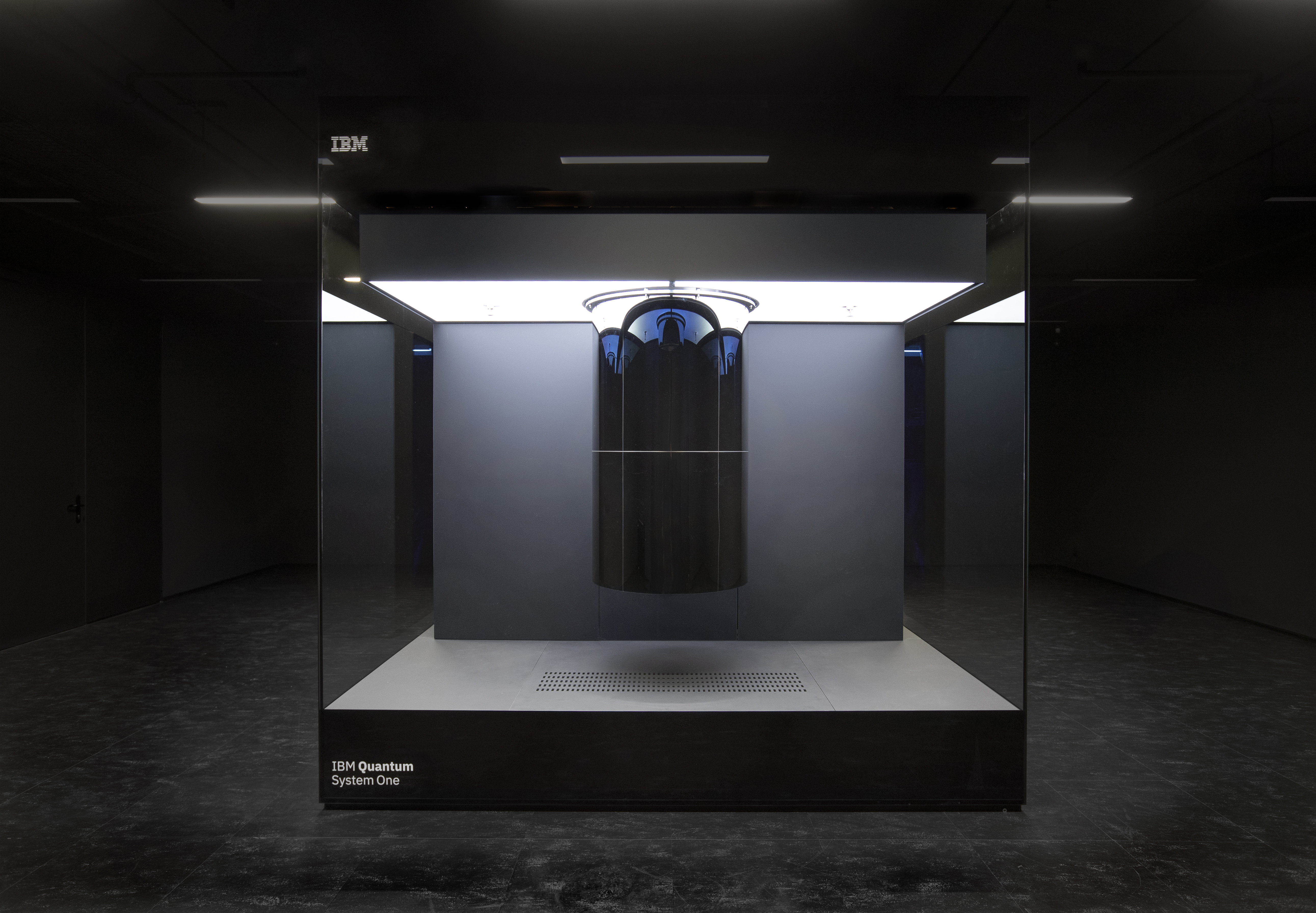
IBM Q system – první komerční kvantový počítač s 20 qubity (2019). Sestrojení netriviálně velkého kvantového počítače se považuje za složitý technologický problém a jeho využití není v brzké době očekáváno.

- IBM Q system – první komerční kvantový počítač s 20 qubity (2019). Sestrojení netriviálně velkého kvantového počítače se považuje za složitý technologický problém a jeho využití není v brzké době očekáváno.Campbell v současné době pracuje na atomtronice, což je nový výzkum obvodů založených na toku atomů spíše než toku elektronů. Atomtronika je založena na spojením „atomu“ a „elektroniky“, neboť se snaží vytvořit atomové analogy elektronických součástek (polovodiče, tranzistory, diody).
- Systémy obvykle obsahují komponenty podobné těm, které se nacházejí v elektronických nebo optických systémech, jako jsou děliče paprsků a tranzistory.
- Atomtronika není striktně omezena na vývoj elektronických komponent, ale značně se překrývá s atomovou optikou a kvantovou simulací.
- Campbell je lídrem v oboru a její experimenty vedou ke slibným aplikacím v oblasti snímání nebo kvantových počítačů.

### Boseho-Einsteinův kondenzát

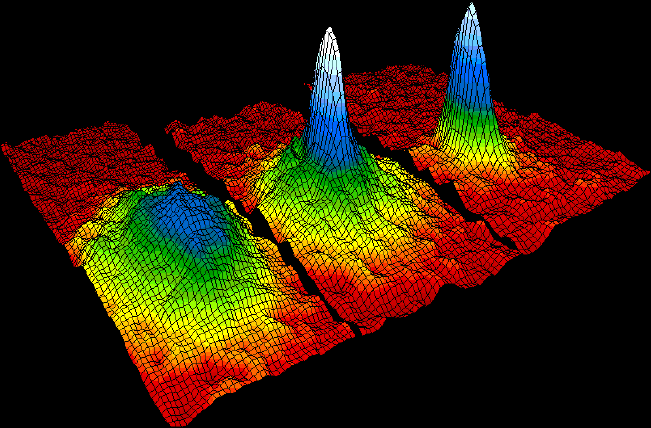
Příklad Boseho-Einstainova kondenzátu. Chlazení atomů rubidia na méně než 170 miliardtin stupně nad absolutní nulou způsobilo, že jednotlivé atomy kondenzovaly do „superatomu“, který se choval jako jediná entita. Grafika ukazuje postupné snímky s měnící se teplotou.

- Příklad Boseho-Einstainova kondenzátu. Chlazení atomů rubidia na méně než 170 miliardtin stupně nad absolutní nulou způsobilo, že jednotlivé atomy kondenzovaly do „superatomu“, který se choval jako jediná entita. Grafika ukazuje postupné snímky s měnící se teplotou.Technologie založená na atomtronice čerpá z zkušeností Campbell s Boseho-Einsteinovými kondenzáty (BEC), což je látka tvořená bosony při teplotě blížící se absolutní nule (0 kelvinů neboli −273,15 °C). Za takovýchto podmínek má velká část atomů minimální kvantovou energii a kvantový efekt je pozorovatelný i na makromolekulární úrovni.
- Campbell používá sodíkové BEC okruhy k vytvoření supratekutých atomových obvodů, které jsou analogické supravodičům. Součástí experimentů je i využití laseru k „míchání“ BEC, které může způsobit přechody mezi různými stavy látek. Ráda provádí působivé, stolní experimenty, které jsou kvantové povahy.
- Její práce může mít přínos pro výzkum raného vesmíru, neboť BEC lze také popsat jako „vakuový stav pro fonony“ podobný vakuu kvantového pole, který předcházel rané expanzi vesmíru.
- Campbell a Stephen Eckel spolupracují na modelu, který by mohl poskytnout pomoc pro Hubbleův vesmírný dalekohled (Hubble Space Telescope HST – dalekohled na oběžné dráze Země), který je ohrožován třením při zvukové vlně rušící BEC.

## Ocenění a vyznamenání
- 2015 – člen Americké fyzikální společnosti (Za průkopnické příspěvky ke studiu supratekutosti v Boseho-Einsteinových kondenzátech atomového plynu s použitím prstencových kondenzátů).
- 2015 – finalista v kategorii Emerging Leaders medaile Samuela J. Heymana Service to America (Posunula vznikající oblast fyziky - atomtroniku a připravila cestu pro novou generaci technologií, podobně jako dnes elektronika změnila naši společnost).
- 2015 – IUPAP Young Scientist Prize
- 2015 – Maria Goeppert Mayer Award (Za průkopnické příspěvky ke studiu supratekutosti v atomových plynných Bose-Einsteinových kondenzátech pomocí prstencových kondenzátů, realizaci atomových analogů supravodivých a supratekutých kapalných obvodů, včetně použití slabých článků k vytvoření prvních atomtronických zařízení s uzavřeným okruhem).
- 2012 – Arthur S. Flemming Award
- 2012 – PECASE Award (Za excelentní výzkum a její odhodlání mentorovat mladé vědce, zejména ženy ve fyzice).
- 2011 – Department of Commerce Bronze Medal (Za prokázání proveditelnosti atomtroniky, nového oboru atomové elektroniky, předvedením prvního řiditelného atomového obvodu).
- 2008 – Finalist DAMOP thesis prize of the American Physical Society
- 2006 – Martin Deutsch Prize For Excellence in Experimental Physics, MIT
- 2005 – OSA New Focus/Bookham Student Award
- 2001 – Phyllis Fleming Physics Prize